# Mường Pồn
Mường Pồn là một xã thuộc huyện Điện Biên, tỉnh Điện Biên, Việt Nam.

## Địa lý
Xã Mường Pồn nằm dọc Quốc lộ 12, cách trung tâm huyện 30 km, có vị trí địa lý:
- Phía đông giáp thành phố Điện Biên Phủ
- Phía tây giáp nước Lào
- Phía nam giáp xã Hua Thanh
- Phía bắc giáp huyện Mường Chà.

Xã Mường Pồn có diện tích 128,85 km², dân số năm 2022 là 4.946 người,  mật độ dân số đạt 38 người/km².

## Hành chính
Xã Mường Pồn được chia thành 11 bản.

## Lịch sử
Ngày 10 tháng 7 năm 2019, HĐND tỉnh Điện Biên ban hành Nghị quyết số 116/NQ-HĐND về việc thành lập Bản Lĩnh trên cơ sở Bản Lĩnh 1 và Bản Lĩnh 2.